# Vojtech Daubner
Vojtech Daubner (23. dubna 1912 Kremnica – 10. října 1981 Bratislava) byl slovenský a československý politik a poválečný poslanec Prozatímního Národního shromáždění, Národního shromáždění ČSR, Slovenské národní rady i Sněmovny národů Federálního shromáždění za Komunistickou stranu Slovenska (respektive za KSČ).

## Život
Aktivně se účastnil Slovenského národního povstání. V letech 1945-1946 byl poslancem Prozatímního Národního shromáždění za KSS. Poslancem byl do parlamentních voleb v roce 1946. Na základě výsledků parlamentních voleb roku 1946 byl zvolen do Slovenské národní rady.
Znovu se v celostátním parlamentu objevil po volbách do Národního shromáždění roku 1948 a na postu poslance setrval do roku 1954. Ve funkčním období 1969-1971 byl poslancem Sněmovny národů Federálního shromáždění.
Mezitím se ve volbách roku 1954, volbách roku 1960 a volbách roku 1964 stal poslancem Slovenské národní rady.
V roce 1968 působil jako člen předsednictva Ústředního výboru KSS a odborářský funkcionář. Byl dlouholetým předsedou Slovenské odborové rady. Působil i v celostátní Ústřední radě odborů. Zemřel v říjnu 1981.